# Arthur Blythe
Arthur Murray Blythe (Los Angeles, 5 juli 1940 - Lancaster, 27 maart 2017) was een Amerikaanse jazzsaxofonist, componist en arrangeur.

## Biografie
Blythe groeide op in San Diego, waarheen zijn ouders in 1944 waren verhuisd. Vanaf 9-jarige leeftijd leerde hij altsaxofoon spelen. Midden jaren 1950 had hij onderricht bij de voormalige Jimmie Lunceford-saxofonist Kirtland Bradford. Vanaf 13-jarige leeftijd speelde hij met plaatselijke rhythm-and-blues-bands, voordat hij als tiener koos voor de jazz. Eind jaren 1950 keerde hij terug naar zijn geboorteplaats Los Angeles en werd daar spoedig bekend in het daar aanwezige avant-gardejazzcircuit. Van 1963 tot 1973 werkte hij bij Horace Tapscott, met wie de eerste opnamen ontstonden (The Giant is Awakening, 1969), in 1967 bij Owen Marshall en vervolgens tot 1973 met Stanley Crouchs' Black Music Infinity.
In 1974 verhuisde hij naar New York, waar hij werkte met Leon Thomas, Julius Hemphill en Chico Hamilton (1975–1977). Van 1976 tot 1978 speelde hij bij Gil Evans (Priestess), daarnaast ook bij Lester Bowie (1978) en over een langere periode met Jack DeJohnettes formatie Special Edition en met McCoy Tyner, Charles Tyler, Ted Daniel en Julius Hemphill. Na diens vertrek nam hij kortstondig diens plaats in in het World Saxophone Quartet.
Vanaf 1977 leidde hij ook eigen bands, waarmee hij platen opnam. Hij bracht aanvankelijk uit bij het onafhankelijke label India Navigation, daarna bij Columbia Records en uiteindelijk bij Enja Records en Savant Records, die toegewijd waren aan de avant-gardejazz. Voor zijn vaak ongewoon geïnstrumenteerde albums werkte hij samen met muzikanten als Abdul Wadud, Bobby Battle, Kelvyn Bell, Steve McCall, Fred Hopkins en John Hicks. In 1979 nam hij voor Columbia Records het album Lenox Avenue Breakdown op met o.a. de tubaïsten Bob Stewart, Guilherme Franco en de gitarist James Blood Ulmer.
In hetzelfde jaar werkte hij mee bij Jack DeJohnettes album Special Edition. Hij nam ook enkele duoalbums op met James Newton, Art Davis en Malachi Favors (1980). In zijn verschillende ensembles verwerkte Arthur Blythe naast de conventionele ritmesectie Afrikaanse trommels, Turkse percussie, violen, elektrische gitaren en tuba. Vanaf 1980, het jaar van zijn definitieve doorbraak, speelde hij bijna jaarlijks tijdens aanzienlijke festivals als de Berliner Jazztage, het Montreux Jazz Festival en het Newport Jazz Festival. Begin jaren 1980 experimenteerde hij kort met popmuziek. Vanaf 1986 was Blythe mede-oprichter van de All-Star-formatie The Leaders.
Blythe nam in 1991 het album Hipmotism op voor Enja Records en met zijn 'electric' formatie volgde in 1993 Retroflection. Volgens Sirus W. Pakzad voldeed hij niet aan de hoge verwachtingen met toenemende leeftijd. Talrijke eigen publicaties onderbouwden, dat hij weliswaar nog steeds muziek van grote compactheid wilde spelen, maar zich artistiek steeds in de rondte draaide, aangezien hij zich tijdens het opvoeren steeds tot dezelfde, aloud bekende composities beperkte. Nieuwe aandacht kreeg hij eind jaren 1990 in de band van Joey Barron. In 2002 nam Blythe met de marimbaspeler Gust Tsilis, Bob Stewart en Cecil Brooks III het album Focus op bij Savant Records.
Voor Ian Carr telt Blythe tot de meest begaafde en creatiefste saxofonisten van de jaren 1970. Leonard Feather en Ira Gitler benadrukten zijn emotionele spel, dat zijn wortels in de gospel- en blues met het van Eric Dolphy afgeleidde, meer abstracte spel van de avant-garde verbindt. Volgens Ulrich Olshausen reflecteert zijn zoete toon voorbeelden als Johnny Hodges en Benny Carter.